# Lista planetelor minore/123201–123300
Aceasta este Lista planetelor minore/123201–123300; pentru a naviga prin lista completă vezi Lista planetelor minore.
Pentru ale detalii vezi și Proiect:Astronomie sau Portal:Astronomie.
| Nume         | Denumire provizorie | Data descoperirii | Locul descoperirii | Descoperitor(i) |
| ------------ | ------------------- | ----------------- | ------------------ | --------------- |
| 123201 -     | 2000 UK24           | 24 octombrie 2000 | Socorro            | LINEAR          |
| 123202 -     | 2000 UG25           | 24 octombrie 2000 | Socorro            | LINEAR          |
| 123203 -     | 2000 UV27           | 25 octombrie 2000 | Socorro            | LINEAR          |
| 123204 -     | 2000 UX27           | 25 octombrie 2000 | Socorro            | LINEAR          |
| 123205 -     | 2000 UZ27           | 25 octombrie 2000 | Socorro            | LINEAR          |
| 123206 -     | 2000 UA28           | 25 octombrie 2000 | Socorro            | LINEAR          |
| 123207 -     | 2000 UC28           | 25 octombrie 2000 | Socorro            | LINEAR          |
| 123208 -     | 2000 UO29           | 24 octombrie 2000 | Socorro            | LINEAR          |
| 123209 -     | 2000 UW32           | 29 octombrie 2000 | Kitt Peak          | Spacewatch      |
| 123210 -     | 2000 UW34           | 24 octombrie 2000 | Socorro            | LINEAR          |
| 123211 -     | 2000 UW36           | 24 octombrie 2000 | Socorro            | LINEAR          |
| 123212 -     | 2000 UY36           | 24 octombrie 2000 | Socorro            | LINEAR          |
| 123213 -     | 2000 UK37           | 24 octombrie 2000 | Socorro            | LINEAR          |
| 123214 -     | 2000 UX37           | 24 octombrie 2000 | Socorro            | LINEAR          |
| 123215 -     | 2000 UG38           | 24 octombrie 2000 | Socorro            | LINEAR          |
| 123216 -     | 2000 UZ39           | 24 octombrie 2000 | Socorro            | LINEAR          |
| 123217 -     | 2000 UF40           | 24 octombrie 2000 | Socorro            | LINEAR          |
| 123218 -     | 2000 UN40           | 24 octombrie 2000 | Socorro            | LINEAR          |
| 123219 -     | 2000 UC41           | 24 octombrie 2000 | Socorro            | LINEAR          |
| 123220 -     | 2000 UR41           | 24 octombrie 2000 | Socorro            | LINEAR          |
| 123221 -     | 2000 UQ44           | 24 octombrie 2000 | Socorro            | LINEAR          |
| 123222 -     | 2000 UX46           | 24 octombrie 2000 | Socorro            | LINEAR          |
| 123223 -     | 2000 UH47           | 24 octombrie 2000 | Socorro            | LINEAR          |
| 123224 -     | 2000 UR48           | 24 octombrie 2000 | Socorro            | LINEAR          |
| 123225 -     | 2000 UW48           | 24 octombrie 2000 | Socorro            | LINEAR          |
| 123226 -     | 2000 UD49           | 24 octombrie 2000 | Socorro            | LINEAR          |
| 123227 -     | 2000 UP49           | 24 octombrie 2000 | Socorro            | LINEAR          |
| 123228 -     | 2000 UE50           | 24 octombrie 2000 | Socorro            | LINEAR          |
| 123229 -     | 2000 UT52           | 24 octombrie 2000 | Socorro            | LINEAR          |
| 123230 -     | 2000 UL53           | 24 octombrie 2000 | Socorro            | LINEAR          |
| 123231 -     | 2000 UC55           | 24 octombrie 2000 | Socorro            | LINEAR          |
| 123232 -     | 2000 UQ56           | 25 octombrie 2000 | Socorro            | LINEAR          |
| 123233 -     | 2000 US56           | 25 octombrie 2000 | Socorro            | LINEAR          |
| 123234 -     | 2000 UO57           | 25 octombrie 2000 | Socorro            | LINEAR          |
| 123235 -     | 2000 UP57           | 25 octombrie 2000 | Socorro            | LINEAR          |
| 123236 -     | 2000 UX57           | 25 octombrie 2000 | Socorro            | LINEAR          |
| 123237 -     | 2000 UH58           | 25 octombrie 2000 | Socorro            | LINEAR          |
| 123238 -     | 2000 UN58           | 25 octombrie 2000 | Socorro            | LINEAR          |
| 123239 -     | 2000 UQ58           | 25 octombrie 2000 | Socorro            | LINEAR          |
| 123240 -     | 2000 UU59           | 25 octombrie 2000 | Socorro            | LINEAR          |
| 123241 -     | 2000 UL60           | 25 octombrie 2000 | Socorro            | LINEAR          |
| 123242 -     | 2000 US61           | 25 octombrie 2000 | Socorro            | LINEAR          |
| 123243 -     | 2000 UW63           | 25 octombrie 2000 | Socorro            | LINEAR          |
| 123244 -     | 2000 UY64           | 25 octombrie 2000 | Socorro            | LINEAR          |
| 123245 -     | 2000 UC65           | 25 octombrie 2000 | Socorro            | LINEAR          |
| 123246 -     | 2000 UO65           | 25 octombrie 2000 | Socorro            | LINEAR          |
| 123247 -     | 2000 UL67           | 25 octombrie 2000 | Socorro            | LINEAR          |
| 123248 -     | 2000 UT67           | 25 octombrie 2000 | Socorro            | LINEAR          |
| 123249 -     | 2000 UK68           | 25 octombrie 2000 | Socorro            | LINEAR          |
| 123250 -     | 2000 UN68           | 25 octombrie 2000 | Socorro            | LINEAR          |
| 123251 -     | 2000 UP68           | 25 octombrie 2000 | Socorro            | LINEAR          |
| 123252 -     | 2000 UG69           | 25 octombrie 2000 | Socorro            | LINEAR          |
| 123253 -     | 2000 UC70           | 25 octombrie 2000 | Socorro            | LINEAR          |
| 123254 -     | 2000 UT70           | 25 octombrie 2000 | Socorro            | LINEAR          |
| 123255 -     | 2000 UM71           | 25 octombrie 2000 | Socorro            | LINEAR          |
| 123256 -     | 2000 US73           | 26 octombrie 2000 | Socorro            | LINEAR          |
| 123257 -     | 2000 UT73           | 26 octombrie 2000 | Socorro            | LINEAR          |
| 123258 -     | 2000 UO74           | 30 octombrie 2000 | Socorro            | LINEAR          |
| 123259 -     | 2000 UV74           | 31 octombrie 2000 | Socorro            | LINEAR          |
| 123260 -     | 2000 UR76           | 24 octombrie 2000 | Socorro            | LINEAR          |
| 123261 -     | 2000 UO77           | 24 octombrie 2000 | Socorro            | LINEAR          |
| 123262 -     | 2000 UJ78           | 24 octombrie 2000 | Socorro            | LINEAR          |
| 123263 -     | 2000 UO78           | 24 octombrie 2000 | Socorro            | LINEAR          |
| 123264 -     | 2000 US78           | 24 octombrie 2000 | Socorro            | LINEAR          |
| 123265 -     | 2000 UA80           | 24 octombrie 2000 | Socorro            | LINEAR          |
| 123266 -     | 2000 UY81           | 25 octombrie 2000 | Socorro            | LINEAR          |
| 123267 -     | 2000 UK82           | 26 octombrie 2000 | Socorro            | LINEAR          |
| 123268 -     | 2000 UQ82           | 29 octombrie 2000 | Socorro            | LINEAR          |
| 123269 -     | 2000 UT84           | 31 octombrie 2000 | Socorro            | LINEAR          |
| 123270 -     | 2000 UB85           | 31 octombrie 2000 | Socorro            | LINEAR          |
| 123271 -     | 2000 UA88           | 31 octombrie 2000 | Socorro            | LINEAR          |
| 123272 -     | 2000 UN89           | 31 octombrie 2000 | Socorro            | LINEAR          |
| 123273 -     | 2000 UO90           | 24 octombrie 2000 | Socorro            | LINEAR          |
| 123274 -     | 2000 UZ90           | 25 octombrie 2000 | Socorro            | LINEAR          |
| 123275 -     | 2000 UO91           | 25 octombrie 2000 | Socorro            | LINEAR          |
| 123276 -     | 2000 UO93           | 25 octombrie 2000 | Socorro            | LINEAR          |
| 123277 -     | 2000 UU93           | 25 octombrie 2000 | Socorro            | LINEAR          |
| 123278 -     | 2000 UG95           | 25 octombrie 2000 | Socorro            | LINEAR          |
| 123279 -     | 2000 UP96           | 25 octombrie 2000 | Socorro            | LINEAR          |
| 123280 -     | 2000 UT96           | 25 octombrie 2000 | Socorro            | LINEAR          |
| 123281 -     | 2000 UY96           | 25 octombrie 2000 | Socorro            | LINEAR          |
| 123282 -     | 2000 US97           | 25 octombrie 2000 | Socorro            | LINEAR          |
| 123283 -     | 2000 UH98           | 25 octombrie 2000 | Socorro            | LINEAR          |
| 123284 -     | 2000 UZ98           | 25 octombrie 2000 | Socorro            | LINEAR          |
| 123285 -     | 2000 UE99           | 25 octombrie 2000 | Socorro            | LINEAR          |
| 123286 -     | 2000 UG99           | 25 octombrie 2000 | Socorro            | LINEAR          |
| 123287 -     | 2000 UK99           | 25 octombrie 2000 | Socorro            | LINEAR          |
| 123288 -     | 2000 UV99           | 25 octombrie 2000 | Socorro            | LINEAR          |
| 123289 -     | 2000 UC100          | 25 octombrie 2000 | Socorro            | LINEAR          |
| 123290 Manoa | 2000 UH100          | 25 octombrie 2000 | Socorro            | LINEAR          |
| 123291 -     | 2000 UH101          | 25 octombrie 2000 | Socorro            | LINEAR          |
| 123292 -     | 2000 UT101          | 25 octombrie 2000 | Socorro            | LINEAR          |
| 123293 -     | 2000 UU102          | 25 octombrie 2000 | Socorro            | LINEAR          |
| 123294 -     | 2000 UX102          | 25 octombrie 2000 | Socorro            | LINEAR          |
| 123295 -     | 2000 UH103          | 25 octombrie 2000 | Socorro            | LINEAR          |
| 123296 -     | 2000 UJ104          | 25 octombrie 2000 | Socorro            | LINEAR          |
| 123297 -     | 2000 UC105          | 29 octombrie 2000 | Socorro            | LINEAR          |
| 123298 -     | 2000 UB110          | 31 octombrie 2000 | Socorro            | LINEAR          |
| 123299 -     | 2000 UG111          | 26 octombrie 2000 | Kitt Peak          | Spacewatch      |
| 123300 -     | 2000 UF112          | 31 octombrie 2000 | Socorro            | LINEAR          |